# Арабско-хазарски войни
Арабско-хазарските войни са поредица военни конфликти между Хазарския каганат и Омаядския и заменилия го Абасидски халифат от средата на VII век до края на VIII век. В съвременната историография те обикновено се групират в Първа (около 642 – 652 година) и Втора арабско-хазарска война (около 722 – 737).